# Bobbahn (Heide Park Resort)
Die Bobbahn im Heide Park Resort (Soltau) ist eine stählerne Bobachterbahn vom Modell Bobbahn des Herstellers Mack Rides, welche 1994 als Schweizer Bobbahn eröffnet wurde. Zurzeit (Stand Juni 2023) ist sie die höchste und längste Bobbahn ihrer Art weltweit.

## Fahrt
Die 990 m lange Fahrt beginnt mit einem Lifthill, der die Fahrgäste auf 27 m Höhe befördert. Anschließend geht es durch zahlreiche sehr enge Kurven, einige Darkride-Passagen, sowie einigen Blockbremsen, bis die Schlussbremse erreicht wird. Ein zweiter Lifthill bringt die Züge wieder auf Höhe der Station.
Aufgrund von vier Blockstellen auf der Strecke können maximal bis zu vier Züge gleichzeitig auf der Strecke fahren. Meist fahren jedoch nur bis zu drei Züge auf der Strecke.

## Geschichte
Nachdem 1990 die Wildwasserbahn II auf einem angeschütteten Berg eröffnet wurde, um das Gelände der Fahrt anzupassen,  bot sich schnell die Gelegenheit zu einer weiteren Nutzung des Berges. So wurde 1993 durch weitere Erdbewegung die Station der Bobbahn auf demselben Niveau wie der obere Teil der Wildwasserbahn verwirklicht. Da der Berg rein künstlich erzeugt wurde, konnte die Planung fast unabhängig zum eigentlichen Gelände erfolgen. So wurde die Halle, die die Bahn als Darkride-Teil durchfährt, zuerst als freistehendes Gebäude errichtet und später mit Sand angeschüttet.
Zwar eröffnete die Bahn als fünfte ihres Typs 1993, jedoch war die Thematisierung und Landschaft noch lange nicht fertiggestellt. Zur Eröffnung glich die Bahn eher einer Baustelle, da die Station und die Tunnel bzw. Abstellgleise noch im Bau waren. Die Landschaft wurde erst 1995 fertiggestellt.
Die Anlage verfügte zu Beginn über sieben Züge in unterschiedlichen Farben. Beschriftet waren diese mit Canada (schwarz), Denmark (grün), Germany (gold), Norway (blau), Suisse (rot), Sweden (gold) und USA (silber).
2002 und 2003 konnte man in einem Ausstellungsraum über der Station der Bobbahn eine Ausstellung von Wachsfiguren von Pop- und Rockstars aus Madame Tussaud in London betrachten.
Im Jahre 2014 erfolgte die Umbenennung der Attraktion von "Schweizer Bobbahn" in "Bobbahn", da sie inzwischen zum Themenbereich "Transsilvanien" gehörte und der Namenszusatz entsprechend unpassend wirkte. In diesem Zusammenhang wurde die Station bereits in den vorangegangenen Jahren passend zum Thema umgestaltet.
Zwischen der Saison 2020 und 2021 wurden ebenfalls die Wagen passend umlackiert. Zuletzt wurde der schwarze Canada-Bob in orange (Kürbisfarbe) umlackiert.

## Fotos

Unter der Bobbahn
Der Canada-Zug
Der Germany-Zug
Kurve